# هالند رودن
هالند ماری رودن (به انگلیسی: Holland Marie Roden ؛ زادهٔ ۷ اکتبر ۱۹۸۶)‌ یک هنرپیشه اهل ایالات متحده آمریکا است که بیشتر برای بازی در نقش لیدیا مارتین در مجموعه تلویزیونی تین ولف شناخته شده‌است.

## زندگی‌نامه

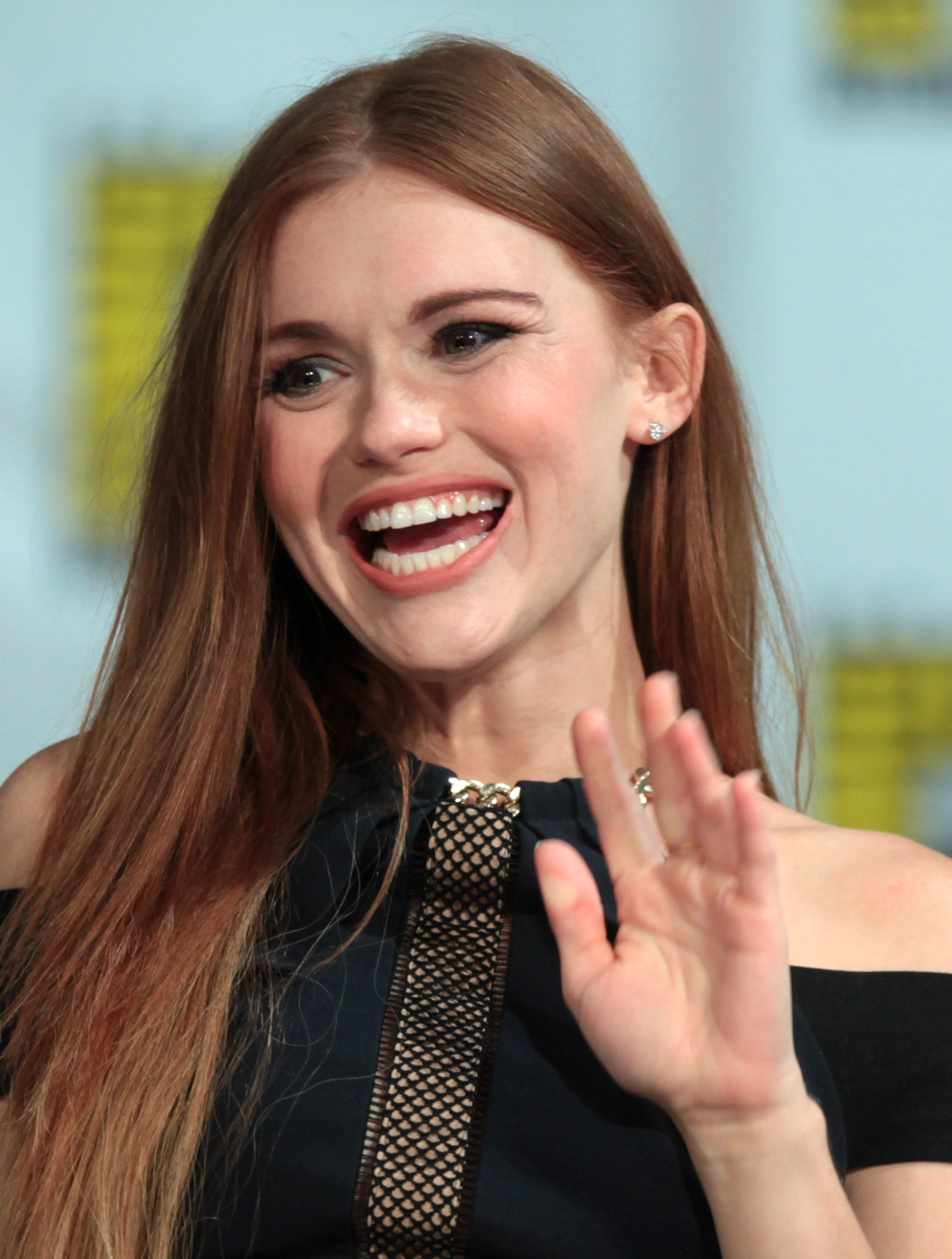
رودن در کامیک-کان سن دیگو سال ۲۰۱۵

رودن در دالاس تگزاس متولد و بزرگ شده‌است. هالند در سال‌های اولیه عمرش، به هنر روی آورد، وقتی که رودن شش سال داشت مورد توجه ملکه انگلیس قرار گرفت و به عنوان یکی از زنان بازیگر برای خانواده ملکه انتخاب شد.
رودن در یک مدرسه خصوصی دخترانه مشغول به تحصیل شد. هالند رودن در رشته زیست‌شناسی مولکولی و مطالعات زنان درس خواند و سه سال و نیم در راه رسیدن به جراحی قلب تلاش کرد، اما به دلیل علاقه به بازیگری، به بازیگری روی آورد.
هالند به موسیقی نیز علاقه‌مند است و یکی از طرفداران کت استیونز است. 

## فیلم‌شناسی

### سینمایی
خانه گردوغبار (۲۰۱۳)
گریز ناپذیر : دنبالم کن (۲۰۲۰)
اتاق فرار ۲ (۲۰۲۱)

### تلویزیون
سی‌اس‌آی (۲۰۰۷)
۱۲ مایل راه بد (۲۰۰۸)
لاست (۲۰۰۸)
مورد سرد (۲۰۰۸)
علف (۲۰۰۹)
اجتماع (۲۰۰۹)
ذهن‌های جنایتکار (۲۰۱۰)
واقعه (۲۰۱۰)
تین ولف (۲۰۱۱-۲۰۱۷)
آناتومی گری (۲۰۱۲)
کانال صفر : قصابی (۲۰۱۸)

## جوایز
| سال  | فیلم    | جایزه | نتیجه    |
| ---- | ------- | --- | -------- |
| ۲۰۱۳ | تین ولف | جوایز جوان هالیوود برای بهترین گروه بازیگری (مشترک با تایلر پوزی،کریستال رید،دیلن اوبرایان و تایلر هوچلین) | پیروز    |
| ۲۰۱۷ | تین ولف | جوایز برگزیده نوجوانان برای بهترین رابطه تلویزیونی (مشترک با دیلن اوبرایان)                                | نامزدشده |
| ۲۰۱۷ | تین ولف | جوایز برگزیده نوجوانان برای بهترین بازیگر زن سریال های تلویزیونی تابستانی                                  | پیروز    |